# 内野弘幸
内野 弘幸（うちの ひろゆき、1956年12月6日 - ）は、日本の実業家、システムエンジニア。ウイングアーク1st株式会社創業者・取締役会長。

## 人物・来歴
東京都出身。1979年明治学院大学経済学部卒業、多摩ユーザック入社。営業やシステムエンジニアを務め、1983年ソフト開発の日本オフィスメーションに入社。1992年翼システム入社。2001年翼システム情報企画事業部部長。2004年分社させウイングアークテクノロジーズ（のちのウイングアーク1st）を設立し、代表取締役社長に就任。2013年にはマネジメント・バイアウトで非上場化し、クラウドコンピューティングサービスの強化を進め、2021年に東京証券取引所1部に上場させた。